# ザ ニンクス
ザ ニンクス　(the ninks) は、日本のロックバンド。パンクロックやハードコア、メタルなど様々な要素を取り入れた独自のジャンル、「ガーリックパンク」を提唱している。自主レーベル、「通り魔レコード」所属。

## メンバー

### 毒坊ふじお
- ボーカル、ギター、多くの楽曲の作詞作曲を担当。
- ロックバンド、超⭐︎社会的サンダルのベーシストとしても活動。
- バンドに憧れはあったものの高校時代までは剣道に打ち込み、コロナ禍をきっかけにベースを始めた[1]。
- 2023年4月27日、ラーメンマニアとして有吉の世界同時中継 に出演。自身の楽曲にもなっているラーメン屋「鷹の目」にてラーメンを大食いするところを取材された[2]。その後も何度か出演する。

### へいどら
- ドラム、コーラス、外タレ担当。多くのバンドのサポートドラマーとしても活躍。
- 毒坊ふじおと共に初期から活動。
- ハーフ。海外のハードコアなどに造詣が深い。
- SNSの投稿はすべてGoogle翻訳によって翻訳されている。

### セパ卓瀧
- ベース、コーラス、ビジュアル担当。本名は伊藤壱之助。
- タイからの刺客として2023年10月24日に加入[3]。
- しかし同年11月3日から徐々に右足の小指から身体が腐り始めてしまう。
- 音大生で本職はジャズギタリスト。ギターがとても上手い。
- ブリーフ&トランクスのアルバム「ブリトラ埋蔵金ファイナル」に収録された楽曲、「グロリアス」にゲストギターとして参加した[4]。
- ライブではタバスコを一気飲みする芸をよく行っている。
- メンバーの中で1番の危険人物と言われており、高校時代には山での合宿中に勝手に下山をしたり、3年次の文化祭で急に眉毛を全剃りし、スキンヘッドにして出演するなど数々の問題行動を起こしてきた。書いた反省文の数は計り知れない。しかしなぜか無事に高校を卒業している。

## 来歴
- 2021年頃、千葉県柏市にて毒坊ふじお、へいどらを中心に結成。当初は2人以外に様々なサポートメンバーを迎えて活動していた。
- 2022年に開催されたシモニテ登竜門にて弁天ランドと共に勝ち上がり、THEラブ人間主催フェス、下北沢にてに出演する[5]。
- 2023年3月24日、 3曲入り1stデモ『メガタロウの襲来』を発売。同年4月18日、「鷹の目」のMVをYouTubeにて公開。同楽曲が4月25日に jwave SONAR MUSICにてオンエアされる。

- 2023年10月24日、セパ卓瀧が加入。
- 2024年6月25日、自主レーベル「通り魔レコード」の設立と3曲入りシングルの発売を発表。
- 2024年8月31日、通り魔レコードより1stシングル、『アニマルセールスマン』を発売。それに伴い、1stデモの配信を終了する。同日にYouTubeにて「カルバンク○インパンティプリンセス」のMVを公開。東京初期衝動のしーなちゃんが出演している。

## 特徴
新たな音楽ジャンル「ガーリックパンク」を提唱し、パンクやハードコア、メタル、ポップスなど多種多様な音楽を取り入れた幅広い楽曲を制作している。轟音で凶悪なサウンドの中にもどこかポップで懐かしさを感じさせるメロディが光り、凶悪なギターリフやサンプリングなど、「遊びで音楽をやっているのではなく音楽で遊んでいる」と語っている。
ライブではウイスキーやタバスコを一気飲みしたり、時間内に与えられた酒を全て飲んだりするなど、過激なパフォーマンスを行っている。
過激さとは裏腹に演奏技術は練度が高く、激しい中でのグルーヴ感や音作りなど高レベルな技術を有している。

## ディスコグラフィー

### シングル
メガタロウの襲来
- 2023年3月24日発売の1stデモ。(現在はサブスクも停止されており廃盤となっている)
- 収録曲

1. p.e.d.
2. 鷹の目
3. 忘れておくれ

アニマルセールスマン
- 2024年8月31日、通り魔レコードより発売された1stシングル。全曲のMIX、マスタリングをトップシークレットマンのしのだりょうすけが手掛ける[7]。
- 収録曲

1. カルバンク○インパンティプリンセス
2. A.C.E.(Animal Crew Expansion)
3. p.e.d.(豚流行性下痢)